# 穗花瑞香
穗花瑞香（学名：Daphne esquirolii），为瑞香科瑞香属下的一个植物种。